# Canuella elanitica
Canuella elanitica är en kräftdjursart som beskrevs av Por 1967. Canuella elanitica ingår i släktet Canuella och familjen Canuellidae. Inga underarter finns listade i Catalogue of Life.